# Liste der Markgrafen von Astorga
Der Titel Markgraf von Astorga (Marqués de Astorga ist ein Adelstitel aus dem Königreich León). Er bezieht sich auf die Stadt Astorga im Nordwesten des Landes und wurde am 16. Juli 1465 an Álvaro Pérez Osorio, den 2. conde de Trastámara verliehen. Damit ist dieser Titel einer der vier ältesten Markgrafentitel Spaniens.

## Die Marqués de Astorga
- Álvaro Pérez Osorio († um 1480 an der Pest), 2. conde de Trastámara, 1465 1. marqués de Astorga, 4. conde de Villalobos, 3. conde de Trastámara y Trava, 1. duque de Aguiar;⚭ 1462 Leonor Enríquez († 1471), Tochter von Fadrique Enríquez, 1. conde de Melgar y de Rueda, 2. Almirante de Castilla, und Teresa de Quiñones
- Pedro Álvarez Osorio, deren Sohn, 2. marqués de Astorga, 5. conde y señor de Villalobos, 3. conde de Trastámara, 2. duque de Aguiar;⚭ Beatriz/Teresa de Quiñones, Tochter von Diego Fernández Vigil de Quiñones, 1. conde de Luna, und Juana Enríquez
- Álvaro Pérez Osorio († 1523), deren Sohn, 3. marqués de Astorga, 4. conde de Trastámara, 6. conde y señor del estado de Villalobos, 3. duque de Aguiar (der letzte der Familie, der den Titel führte), 1519 Ritter des Ordens vom Goldenen Vlies;⚭ I Isabel Sarmiento y Zúñiga, la Bermeja, 3. condesa de Santa Marta de Ortigueira, Tochter von Francisco Sarmiento y Sarmiento, 2. conde de Santa Marta de Ortigueira, und Constanza de Zúñiga y Avellaneda; ⚭ II Mencía Osorio (de Bazán) Tochter von Pedro Álvarez Osorio, 5. señor de Cabrera y Ribera, 1. conde de Lemos, und María de Bazán
- Pedro Álvarez Osorio († 1560), dessen Sohn aus 1. Ehe, 4. marqués de Astorga, 5. conde de Trastámara, 4. conde de Santa Marta de Ortigueira, 7. conde y señor de Villalobos;⚭ I María Ana Pimentel (María de Velasco), Tochter von Alonso Pimentel Pacheco, 5. conde y 2. duque de Benavente, 4. conde de Mayorga, und Ana Herrera de Velasco, señora de Cigales y Pedraza;⚭ II Catalina de Mendoza;⚭ III Juana de Leiva, condesa de Villada, Tochter von Sancho Martínez de Leiva, señor de la casa de Leiva, und Francisca de Guevara
- Álvar Pérez Osorio (IV) († 1567), dessen Sohn aus 1. Ehe, 5. marqués de Astorga, 6. conde de Trastámara, 5. conde de Santa Marta de Ortigueira, 8. conde de Villalobos, ⚭ Beatriz de Toledo, Tochter von Fernando Álvarez de Toledo, Herzog von Alba, Vizekönig von Neapel, Statthalter der Niederlande, und María Enríquez de Guzmán

- Antonio Pedro Álvarez Osorio († 1589), deren Sohn, 6. marqués de Astorga, 7. conde de Trastámara, 6. conde de Santa Marta de Ortigueira, 9. conde de Villalobos; ⚭ María de Quiñones Beaumont, Tochter von Luis de Quiñones, 5. conde de Luna, und Francisca de Beaumont

- Alfonso Pérez Osorio Velasco y Herrera († 1592), dessen Onkel, 7. marqués de Astorga, 8. conde de Trastámara, 7. conde de Santa Marta de Ortigueira, 10. conde de Villalobos;⚭ María Osorio de Castro, Tochter von Juan Álvarez Osorio, und María Osorio de Castro
  - Pedro Alvarez Osorio, dessen Bruder; ⚭ Constanza de Castro Osorio, señora de Poula, Refoxos, Tochter von Juan Álvarez Osorio und María Osorio de Castro

- Pedro Álvarez Osorio († 1613), deren Sohn, 8. marqués de Astorga, 9. conde de Trastámara, 7. conde de Santa Marta de Ortigueira, 10. conde de Villalobos; ⚭ Blanca Manrique de Aragón († 1619), Tochter von Luis Fernández Manrique de Lara, 4. marqués de Aguilar de Campóo, 6. conde de Castañeda, und Ana de Mendoza

- Álvar Pérez Osorio (1600–1659), deren Sohn, 9. marqués de Astorga, 10. conde de Trastámara, 8. conde de Santa Marta de Ortigueira, 11. conde de Villalobos; ⚭ I María de Toledo, Tochter von Antonio Álvarez de Toledo y Beaumont, 5. duque de Alba de Tormes, 3. duque de Huéscar, und Mencía de Mendoza; ⚭ II 1641 Francisca de la Cerda Tochter von Juan Pacheco y Toledo (Pacheco Girón), 2. conde la Puebla de Montalbán, 9. señor de Galves y Jumela, und Isabel de Mendoza y Aragón; ⚭ III 1649 Juana Fajardo, 2. marquesa de San Leonardo, Tochter von Gonzalo Fajardo y Dávalos, 1. marqués de San Leonardo, und Isabel de Mendoza Manrique, 7. condesa de Castrogeriz, 2. condesa de Villazopeque
  - Ana Osorio Manrique, dessen Schwester; ⚭ 1617 Luis de Velasco, 2. marqués de Salinas de Río Pisuerga,
  - Juana Maria de Velasco y Osorio, deren Tochter, 3. marquesa de Salinas de Río Pisuerga; ⚭

- Antonio Pedro Sancho Dávila y Osorio († 1689), 4. marqués de Velada, 2. marqués de San Román, 10. marqués de Astorga, 11. conde de Trastámara, 9. conde de Santa Marta de Ortigueira, Vizekönig von Valencia (1664–1666), Vizekönig von Neapel (1672–1675); ⚭ II Ana María de Guzmán y Silva, 3. condesa de Saltés, Tochter von Miguel de Guzmán, und Francisca de Guzmán; ⚭ III NN

- Ana Dávila y Osorio († 1692), deren Tochter, 5. marquesa de Velada, 3. marquesa de San Román, 11. marquesa de Astorga, 12. condesa de Trastámara, 9. condesa de Santa Marta de Ortigueira; ⚭ 1650 Manuel Luis de Guzmán y Zúñiga, 4. marqués de Villamanrique, 7. marqués de Ayamonte († 1692), Sohn von Melchor de Guzmán, señor de la Casafuerte de Olmos de Río Pisuerga (ein Sohn des 8. duque de Medina Sidonia) und Luisa Josefa de Zúñiga, 3. marquesa de Villamanrique

- Melchor de Guzmán Osorio Dávila Manrique de Zúñiga († 1710), deren Sohn, 6. marqués de Velada, 4. marqués de San Román, 12. marqués de Astorga, 5. marqués de Villamanrique, 8. marqués de Ayamonte, 13. conde de Trastámara, 5. conde de Saltés, 14. conde de Nieva, 11. conde de Santa Marta de Ortigueira, conde de Manzanares; ⚭ I 1676 Ana de la Cerda († 1679), Tochter von Juan Francisco Tomás de la Cerda y Enríquez de Ribera, 8. duque de Medinaceli, Ritter des Ordens vom Goldenen Vlies, und Catalina de Aragón Sandoval Folch de Cardona y Córdoba, 7. duquesa de Segorbe; ⚭ II 1684 María Ana de Córdoba y Figueroa, Tochter von Luis Ignacio Fernández de Córdoba y Aguilar, 6. marqués de Priego, 6. duque de Feria, 4. marqués de Villafranca, 4. marqués de Montalbán, und Mariana de Córdoba y Aragón

- Ana de Guzmán Osorio Dávila y Manrique de Zúñiga († 1762), dessen Tochter aus 2. Ehe, 7. marquesa de Velada, 5. marquesa de San Román, 13. marquesa de Astorga, 6. marquesa de Villamanrique, 9. marquesa de Ayamonte, 14. condesa de Trastámara, 6. condesa de Saltés, 15. condesa de Nieva, 12. condesa de Santa Marta de Ortigueira; ⚭ 1707 Antonio Gaspar de Moscoso y Osorio y Benavides (Osorio de Moscso y Aragón Dávila Guzmán Spínola Fernández de Córdoba Rojas Mendoza Portocarrero y Cárdenas), 9. conde de Altamira, 11. conde de Monteagudo, 7. marqués de Almazán, 7. conde de Lodosa, 7. marqués de Poza, 3. marqués de Morata de la Vega, 5. duque de Sanlúcar la Mayor, 4. marqués de Leganés, 7. conde de Arzarcóllar (1689–1725), Sohn von Luis María Melchor de Moscoso Osorio Mendoza y Rojas, 8. conde de Altamira etc., Vizekönig von Valencia, und Mariana de Benavides Ponce de León.

- Ventura Osorio de Moscoso y Guzmán Dávila y Aragón, deren Sohn, 10. conde de Altamira, 14. marqués de Astorga, 6. duque de Sanlúcar la Mayor, 4. duque de Medina de las Torres, 4. duque de Atrisco, 5. marqués de Leganés, 8. marqués de Velada, 8. marqués de Almazán, 9. marqués de Poza, 4. marqués de Morata de la Vega, 5. marqués de Mairena, 12. marqués de Ayamonte, 7. marqués de San Román, 7. marqués de Villamanrique, 4. marqués de Monasterio, 13. conde de Monteagudo, 8. conde de Lodosa, 8. conde de Arzarcóllar, 16. conde de Nieva, 8. conde de Saltés, 14. conde de Trastámara, 15. conde de Santa Marta de Ortigueira, (1707–1734 oder 1746); ⚭ 1729 Ventura Fernández de Córdova Folch de Cardona Requesens y de Aragón (1712–1770), 15. condesa de Cabra, 11. duquesa de Sessa, 9. duquesa de Baena y 9. duquesa de Soma, 16. condesa de Palamós, 10. condesa de Oliveto, 16. condesa de Trivento

- Ventura Osorio de Moscoso y Fernández de Córdoba (* 1731), deren Sohn, 15. marqués de Astorga, 16. conde de Cabra, 7. duque de Sanlúcar la Mayor, 5. duque de Medina de la Torres, 5. duque de Atrisco, 12. duque de Sessa, 10. duque de Baena und 10. duque de Soma, 6. marqués de Leganés, 9. marqués de Velada, 10. conde de Altamira, 11. príncipe di Aracena, di Maratea, 9. marqués de Almazán, 10. marqués de Poza, 5. marqués de Morata de la Vega, 6. marqués de Mairena, 13. marqués de Ayamonte, 8. marqués de San Román, 8. marqués de Villamanrique y 5. marqués de Monasterio, 14. conde de Monteagudo, 9. conde de Lodosa, 9. conde de Arzarcóllar, 17. conde de Nieva, 9. conde de Saltés, 15. conde de Trastámara, 16. conde de Santa Marta de Ortigueira, 17. conde de Palamós, 11. conde de Oliveto, 17. conde de Avellino y 17. conde de Trivento; ⚭ 1755 María de la Concepción de Guzmán y Fernández de Córdoba, Tochter von José de Guzmán y Guevara, 6. marqués de Montealegre, marqués de Quintana del Marco etc., und María Felicha Fernández de Córdoba y Spínola

- Vicente Joaquín Osorio de Moscoso y Guzmán (1756–1816), deren Sohn, 11. conde de Altamira, 8. (9.) duque de Sanluca la Mayor, 7. duque de Medina de la Torres, 6. duque de Atrisco, 11. duque de Baena, 13. duque de Sessa, 12. duque de Soma, 15. duque de Maqueda, 15. marqués de Astorga, 9. marqués de Velada, 7. marqués de Leganés, 11. marqués de Ayamonte, 10. marqués de Pozas, 8. marqués de Villamanrique, 8. marqués de San Román, 10. marqués de Almazán, 6. marqués de Morata, 16. marqués de Elche, 6. marqués de Monasterio, 7. marqués de Mairena, 18. conde de Palamós, 10. conde de Lodosa, 8. conde de Arzacollar, 17. conde de Santa Marta, 16. conde de Trastámara, 17. conde de Cabra, 13. conde de Monteagudo, 17. conde de Villalobos, 17. conde de Nieva, 9. conde de Saltés; ⚭ I 1774 María Ignacia Álvarez de Toledo y Gonzaga (1757–1795), Tochter von Antonio María José Alvarez de Toledo y Pérez de Guzmán el Bueno, 10. marqués Villafranca del Bierzo, und María Antonia Dorotea Sinforosa Gonzaga y Caracciolo; ⚭ II 1806 María Magdalena Fernández de Córdoba y Ponce de León (* 1780), Tochter von Joaquin Fernández de Córdoba, 3. marqués de la Puebla de los Infantes, und Brígida Ponce de León y Dávila

- Vicente Isabel Osorio de Moscoso y Álvarez de Toledo (1777–1837), dessen Sohn aus 1. Ehe, 10. duque de Sanlúcar la Mayor, 7. duque de Atrisco, 8. duque de Medina de la Torres, 14. duque de Sessa, 13. duque de Soma, 12. duque de Baena, 16 duque de Maqueda, 7. duque de Atrisco, 16. marqués de Astorga, 8. marqués de Leganés, 10. marqués de Velada, 12. marqués de Ayamonte, 9. marqués de Villamanrique, 11. marqués de Pozas, 7. marqués de Morata, 8. marqués de Monasterio, 7. marqués de Mairena, 17. marqués de Elche, 9. marqués de San Román, 11. marqués de Almazán, 17. conde de Trastámara, 12. conde de Altamira, 18. conde de Cabra, 19. conde de Palamós, 11. conde de Lodosa, 14. conde de Monteagudo, 9. conde de Arzarcóllar, 18. conde de Santa Marta, 18. conde de Villalobos, 18. conde de Nieva, 10. conde de Saltés, principe di Aracena e di Maratea; ⚭ 1798 María del Carmen Ponce de León y Carvajal, 7. marquesa de Castromonte, duquesa de Montemar (* 1780), Tochter von Antonio María Ponce de León Dávila y Carrillo de Albornoz, 8. marqués de Castromonte, 3. duque de Montemar, und María Luisa de Carvajal y Gonzaga

- Vicente Pio Osorio de Moscoso y Ponce de León (1801–1864), deren Sohn, 8. duque de Atrisco, 10. (11.) duque de Sanlúcar la Mayor, 9. duque de Medina de la Torres, 15. duque de Sessa, 14. duque de Soma, 13. duque de Baena, 17. duque de Maqueda, 5. duque de Montemar, 17. marqués de Astorga, 9. marqués de Leganés, 11. marqués de Velada, 9. marqués de Castromonte, 13. marqués de Ayamonte, 10. marqués de Villamanrique, 10. marqués de San Román, 12. marqués de Almazán, 12. marqués de Pozas, 8. marqués de Morata, 9. marqués de Mairena, 18. marqués de Elche, 9. marqués de Monasterio, 12. marqués de Montemayor, 10. marqués del Aguila, 20. conde de Palamós, 12. conde de Lodosa, 10. conde de Arzarcóllar, 19. conde de Villalobos, 19. conde de Nieva, 11. conde de Saltés, de Garciez, de Valhermoso y Cantillana, 15. conde de Monteagudo, conde de Altamira, 19. conde de Cabra, de Trastámara, de Santa Marta; ⚭ 1821 Maria Luisa Carvajal-Vargas y Queralt (1804–1843), Tochter von José Miguel de Carvajal-Vargas y Manrique de Lara, duque de San Carlos, und Eulalia de Queralt y Silva

- José Maria Osorio de Moscoso y Carvajal (1828–1881), 16. duque de Sessa, 6. duque de Montemar, 18. marqués de Astorga, 11. marqués del Águila, 9. marqués de Morata, 11. marqués de San Román, 19. conde de Trastámara, 15. conde de Altamira, 20. conde de Cabra; ⚭ 1847 Luisa Teresa Maria de Borbón y Borbón Dos Sicilias, Infanta de España (1824–1900), Tochter von Francisco de Paula Antonio Maria de Borbón, Infante de España, und Luisa Carlota Maria Isabella di Borbone, princesa de las Dos Sicilias:
  - Francisco de Asis Osorio de Moscoso y de Borbón (1847–1924), deren Sohn, 17. duque de Sessa, 18. duque de Maqueda, 7. duque de Montemar, 11. marqués del Aguila, 20. conde de Trastámara, 16. conde de Altamira; ⚭ 1873/1874 María del Pilar Jordán de Urries y Ruiz de Arana (1852–1924) Tochter von Juan Nepomuceno Jordán de Urries y Salcedo, 5. marqués de Ayerbe, und Juana Ruiz de Arana y Saavedra

- Francisco de Asís Osorio de Moscoso y Jordán de Urries (1874–1952), deren Sohn, 18. duque de Sessa, 19. duque de Maqueda, 19. marqués de Astorga, 12. marqués del Águila, 21. conde de Trastámara, 17. conde de Altamira, 22. conde de Cabra; ⚭ 1897 María de los Dolores de Reynoso y Queralt (1880–1905), 11. condesa de Fuenclara, Tochter von Federico Reynoso y Muñoz de Velasco, 7. marqués del Pico de Velasco de Augustina, und Pilar de Queralt y Bernaldo de Quirós, 10. condesa de Fuenclara; ⚭ 1909 María de los Dolores de Taramona y Díez de Entresoto (1880–1962), Tochter von Manuel de Taramona y Sainz, und Ramona Díez de Entresoto y Goicoechea:

- María del Perpetuo Socorro Osorio de Moscoso y Reinoso (1899–1980), deren Tochter, 19. duquesa de Sessa, 20. marquesa de Astorga; ⚭ 1917 Leopoldo Barón y Torres (* 1890), Sohn von Alvaro Barón y Zea Bermúdez und Fernanda de Torres y Erro
  - Leopoldo Barón y Osorio de Moscoso (1920–1974), deren Sohn, 20 duque de Sessa (1955), 19. conde de Altamira, 12. duque de Atrisco, marqués de Leganés, marqués de Morata de la Vega, marqués del Pico de Velasco de Augustina; ⚭ 1947 María Cristina Gavito y Jáuregui (* 1926) Tochter von Florencio Gavito y Bustillo und María de las Mercedes de Jáuregui y Muñoz

- Gonzalo Barón y Gavito (* 1948), deren Sohn, 21. duque de Sessa (1975), 13. duque de Atrisco (1976), 13. marqués de Leganés, 21. marqués de Astorga, marqués de Morata de la Vega, marqués del Pico de Velasco de Angustina, 21. conde de Altamira; ⚭ 1974 Susana Carral y Pinsón (* 1945), Tochter von Luis Carral und Teresa Susana Pinson y Alalde